# Agathe Baumann

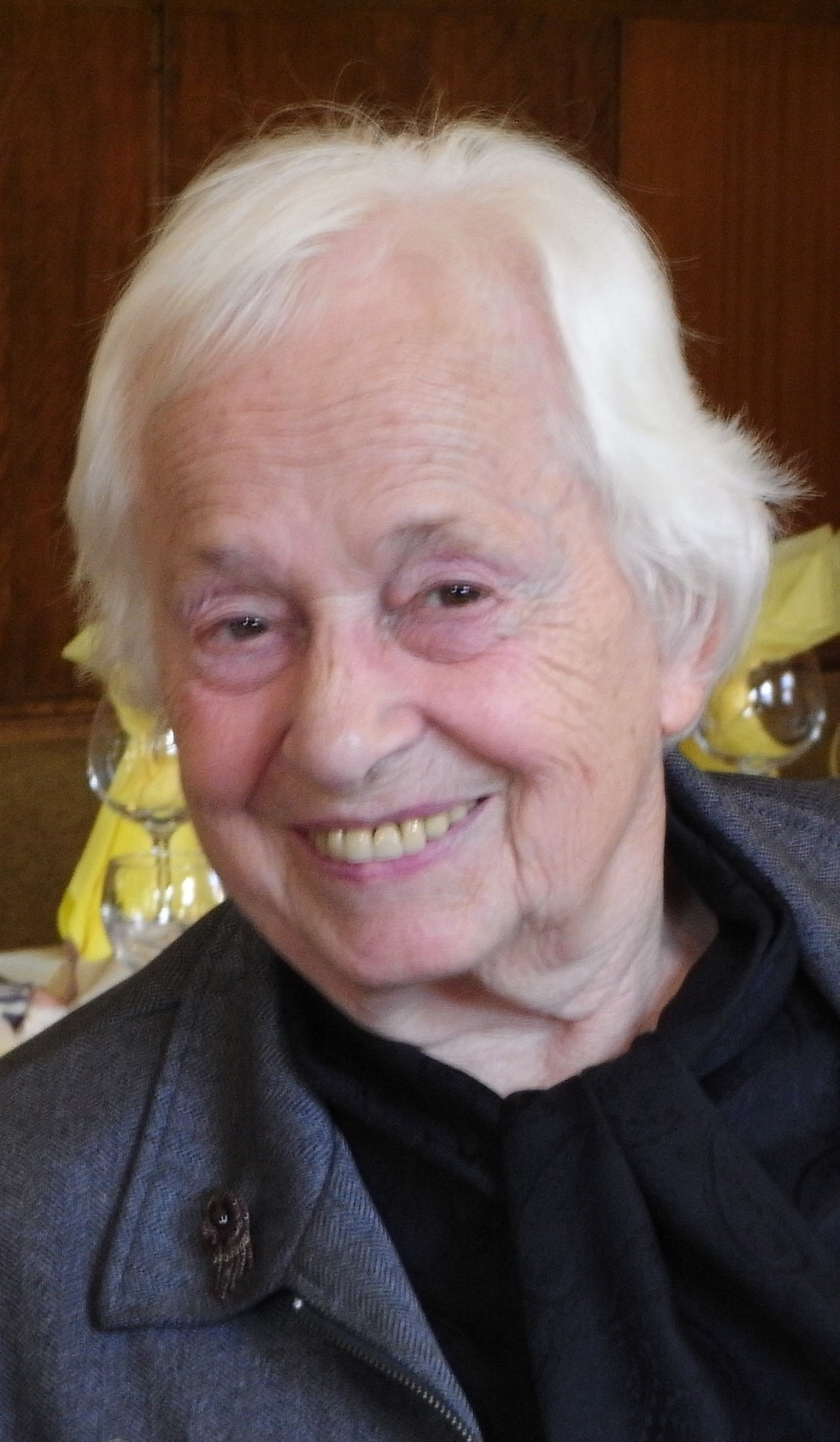
Agathe Baumann, 2008

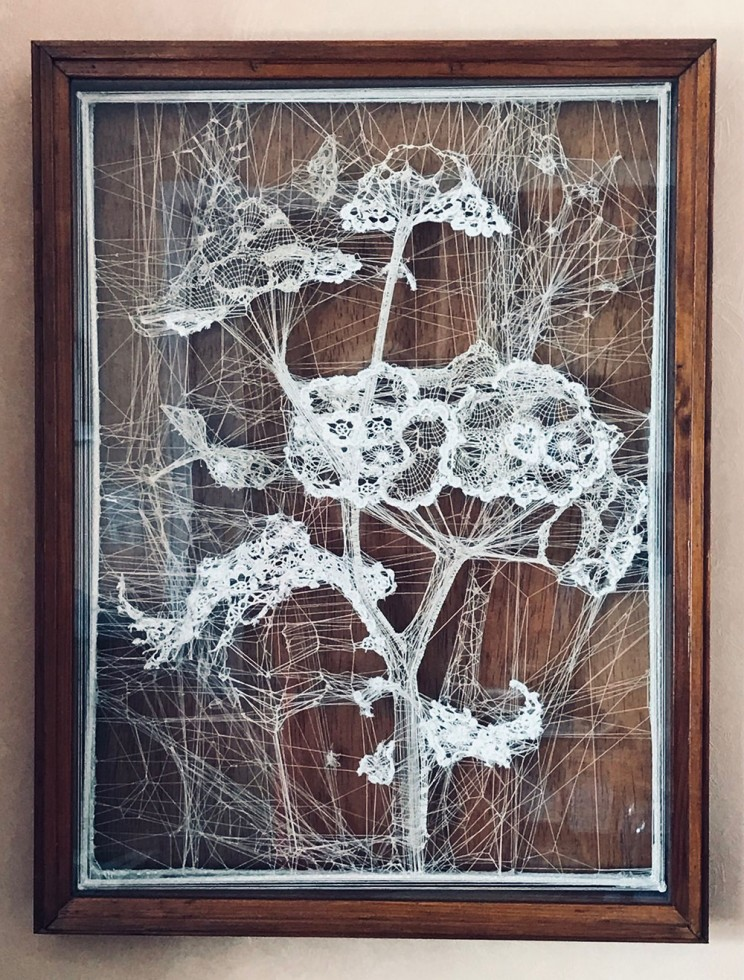
Schierling, Fadenbild von Agathe Baumann

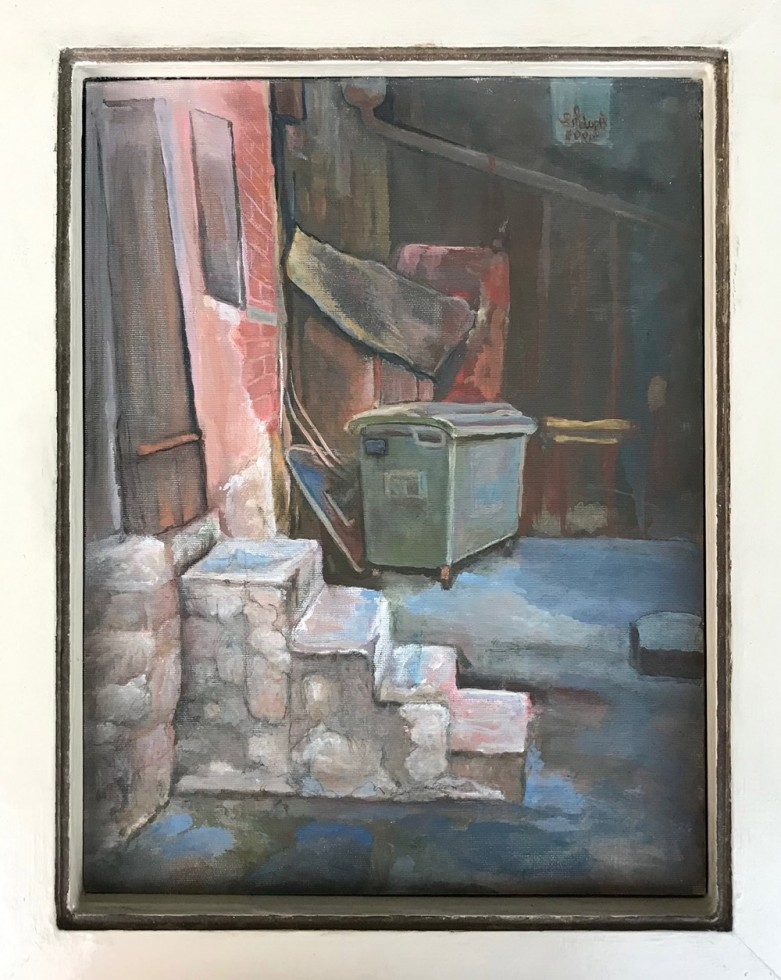
Hinterhof, Ölgemälde von Agathe Baumann

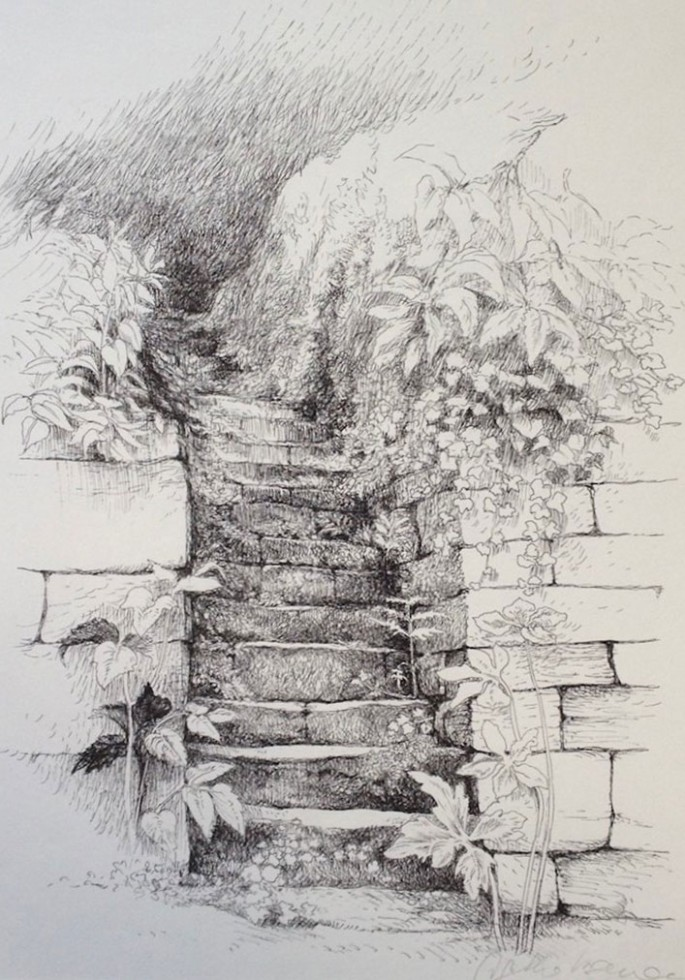
Stäffele III, Zeichnung von Agathe Baumann

Agathe Baumann (geboren 21. November 1921 in Stuttgart-Cannstatt; gestorben 19. Januar 2013 in Stuttgart) war eine deutsche Malerin, Grafikerin und Textilgrafikerin.

## Leben
Agathe Baumann studierte von 1942 bis 1945 an der Staatlichen Akademie der bildenden Künste Stuttgart bei den Malern Albrecht Braun und C. Scholz. Danach war sie selbständig tätig. Unter anderem gründete sie das Handpuppentheater „Das Stuttgarter Kasperle“. Von 1962 bis 1970 studierte sie Wand- und Bildtechnik an der Gewerbeschule für Farbe und Gestaltung Stuttgart bei H. K. Schlegel. Danach war sie bis 1982 als Dozentin an der Schule tätig. Baumanns Nachlass wird von Margrit Veigel verwaltet.

## Werke
Baumanns Werk Fadenblume II von 1971 wurde 1971 von der Graphischen Sammlung der Staatsgalerie Stuttgart erworben. Im Besitz des Regierungspräsidiums Stuttgart befindet sich das Werk Fadenblume II (ohne Jahr).

## Ehrungen
- 1956: Kunstpreis der Jugend des Verband Bildender Künstler und Künstlerinnen Württemberg[2]

## Mitgliedschaften
- ab 1963: Bund Bildender Künstlerinnen Württembergs (BBKW)[2]
- Verband Bildender Künstler und Künstlerinnen Württemberg[2]
- 1962: Kunsthöfle Bad Cannstatt e. V.[2]

## Ausstellungen (Auswahl)
- 1958–1965: mehrfach im Württembergischen Kunstverein Stuttgart
- 1962–1991: mehrfach in der Galerie Kunsthöfle, Bad Cannstatt
- 1975: BBKW-Ausstellung, Galerie Wälischmiller, Meersburg
- 1978: BBKW-Ausstellung „Bildende Künstlerinnen zum Thema Stadt“, Rathaus Stuttgart
- 1981: BBKW-Ausstellung „Handzeichnungen und Kleinplastik“, Atelierhaus-Galerie, Stuttgart
- 1981: BBKW-Ausstellung „Druckgraphik“, Atelierhaus-Galerie, Stuttgart
- 1982: BBKW-Ausstellung „Malerei und Kleinplastik“, Kornhaus, Kirchheim/Teck
- 1984: BBKW-Ausstellung „Bilder und Kleinplastik“, Stadthalle Winnenden
- 1985: BBKW-Ausstellung „Graphik, Plastik, Objekt“, Kornhaus, Kirchheim/Teck
- 1991: BBKW-Ausstellung, A. B. Galerie Kunsthöfle, Bad Cannstatt
- 1993: BBKW-Ausstellung „Frauen mit Vergangenheit haben Zukunft“, Galerie unterm Turm, Stuttgart
- 1994: BBKW-Ausstellung „Bild Blick Kunst“, Städtische Galerie Reutlingen
- 2019: „Künstler sehen Cannstatt“, Stadtmühle, Bad Cannstatt[6]